# Бехиньский мост
Бехиньский мост (чеш. Bechyňský most), известный также как Бехиньская радуга — мост через реку Лужнице на восточной окраине города Бехине, в Южно-Чешском крае. В 2014 году мост был объявлен национальным памятником Чехии. Общая длина переправы — 190,5 м.

## История
В начале XX века между городами Табор и Бехине была построена электрифицированная железная дорога. Конечная станция находилась на левом берегу Лужнице, а Бехине располагался на правом. Пассажирам приходилось добираться до нужного места несколько километров пешком или на такси. Через два десятка лет назрела острая необходимость в соединении двух берегов реки новым мостом для железнодорожного и автомобильного транспорта.
Работы по сооружению моста велись в 1926—1928 годах по проекту Эдуарда Викторы. На стройке работали четыреста человек. Песок для бетона брался из реки Лужнице, а гравий из соседнего карьера Чермак.
Открытие моста состоялось 28 октября 1928 года, в десятую годовщину независимости республики.
Позднее мост получил неофициальное название Бехиньская радуга, поскольку его конструкция над долиной реки напоминала это природное явление.

## В культуре
Уникальность моста привлекла внимание создателей почтовых марок. 20 ноября 1940 года была выпущена марка с гравюрой, на которой изображён Бехиньский мост.
О примечательной конструкции моста был снят документальный фильм «Бехиньская радуга». Картина получила несколько престижных наград на фестивалях в Будапеште и городе Градец-Кралове.